# Duzey
Duzey – miejscowość i gmina we Francji, w regionie Grand Est, w departamencie Moza.
Według danych na rok 1990 gminę zamieszkiwały 33 osoby, a gęstość zaludnienia wynosiła 6 osób/km² (wśród 2335 gmin Lotaryngii Duzey plasuje się na 1012. miejscu pod względem liczby ludności, natomiast pod względem powierzchni na miejscu 966.).